# Andreas Janc
Andreas Janc (* 1. Februar 1938 in Zabreznica, Gemeinde Žirovnica, Königreich Jugoslawien; † 30. November 2018 in Schwarzach) war ein österreichischer Skilangläufer.

## Werdegang
Janc, der für den Skiclub Radstadt startete, belegte bei den Nordischen Skiweltmeisterschaften 1962 in Zakopane den 36. Platz über 15 km und den 14. Rang mit der Staffel und bei den Olympischen Winterspielen 1964 in Innsbruck den 31. Platz über 30 km, den 21. Rang über 50 km und zusammen mit Günther Rieger, Hansjörg Farbmacher und Anton Kogler den 11. Platz in der Staffel. Bei den Nordischen Skiweltmeisterschaften 1966 in Oslo lief er auf den 47. Platz über 15 km, auf den 37. Rang über 30 km und auf den 21. Platz über 50 km. Im Februar 1968 errang er bei den Olympischen Winterspielen in Grenoble den 31. Platz über 15 km und jeweils den 13. Platz über 50 km und zusammen mit Heinrich Wallner, Franz Vetter und Ernst Pühringer in der Staffel. Seine letzten internationalen Rennen absolvierte er im Februar 1970 bei den Nordischen Skiweltmeisterschaften in Štrbské Pleso. Dort belegte er den 34. Platz über 50 km, den 28. Rang über 30 km und den 13. Platz mit der Staffel.
Bei österreichischen Meisterschaften siegte er achtmal über 30 km (1961, 1962, 1964–1970), sechsmal über 16 km (1962–1967) und zweimal über 15 km (1968, 1969).